# 獐耳细辛
獐耳细辛（学名：Hepatica nobilis var. asiatica）为毛茛科獐耳细辛属下的一个变种。

## 扩展阅读
- 維基物種上的相關：獐耳细辛